# Мехсуд, Хакимулла
Хакимулла Мехсуд (англ. Hakimullah Mehsud; 1979—2013) — пакистанский террорист-исламист. Лидер террористической организации Техрик-е Талибан Пакистан, возглавил организацию в 2009 году после гибели своего брата Байтуллы Мехсуда. Как сообщает Би-би-си, представитель движения «Талибан» подтвердил, что Мехсуд скончался 1 ноября 2013 года в результате атаки американского беспилотного летательного аппарата на город Мираншах.

## Биография
Происходит из пуштунского племени махсуд. Родился в 1979 году в пригороде города Джандола в Южном Вазиристане, учился в религиозной школе округа Хангу. Там же обучался и его брат Байтулла Мехсуд, но он был отчислен.
Затем Хакимулла Мехсуд присоединился к моджахедам в джихаде, где он стал телохранителем старшего боевика. Его брат Байтулла уже тогда стал выбиваться в лидеры движения Талибан. Хакимулла Мехсуд был известен в среде талибов своими навыками в обращении с автоматом Калашникова и водительским мастерством.
После того как лидер пакистанских талибов Байтулла Мехсуд был убит в результате атаки американского беспилотного летательного аппарата в Южном Вазиристане, его брат Хакимулла возглавил Техрик-е Талибан Пакистан. Под его руководством талибы захватили в плен 300 пакистанских солдат. Данное похищение военнослужащих добавило авторитета Хакиммуле и в итоге правительство Пакистана выпустило из тюрем несколько главарей боевиков в соответствии с требованиями талибов.

## Сообщения о гибели
Первое объявление о смерти от ранений, полученных во время американского ракетного удара, лидера движения «Талибан» в Пакистане Хакимуллы Мехсуда произошло 31 января 2010. По сообщениям американских и пакистанских СМИ Хакимулла Мехсуд умер 15 января 2012 года от ран, полученных 12 января 2012 года в результате ракетной атаки американского беспилотного летательного аппарата по городу Мираншаху. На самом деле, Мехсуд был убит 1 ноября 2013 г. в племенной области Северный Вазиристан.